# Adelbert Matthaei
Adelbert Matthaei (* 4. Juli 1859 in Gersdorf, Oberlausitz; † 21. Januar 1924 in Zoppot) war ein deutscher Kunsthistoriker und Hochschullehrer. 1921 war er Präsident des Volkstags der Freien Stadt Danzig.

## Leben
Matthaei, Sohn eines Pfarrers, besuchte das Augustum-Annen-Gymnasium in Görlitz und das Gymnasium zum Grauen Kloster in Berlin. Er studierte an der Philipps-Universität Marburg und an der Friedrichs-Universität Halle Geschichte. Im Jahre 1879 wurde er Mitglied des Corps Teutonia Marburg und des Corps Guestphalia Halle. 1881 wurde er mit einem historischen Thema zum Dr. phil. promoviert. Er trat in die preußische Archivlaufbahn ein, wechselte aber wegen der schlechten Berufsaussichten zum Lehramt. Im Februar 1886 bestand er an der Hessischen Ludwigs-Universität Gießen das philologische Staatsexamen. 1889 wurde er als Lehrer für Alte Sprachen am Gießener Landgraf-Ludwigs-Gymnasium fest angestellt. Wegen seiner künstlerischen Begabung unterrichtete er auch als Zeichenlehrer. In Gießen arbeitete er an seiner Habilitationsschrift über die Architektur der Zisterzienser in Deutschland und Frankreich. Die Christian-Albrechts-Universität zu Kiel berief ihn zum Wintersemester 1893/94 als akademischen Zeichenlehrer und a.o. Professor für Kunstgeschichte. Er saß im Kuratorium des Thaulow-Museums und hatte wesentlichen Anteil am Ankauf des Landkirchener Retabels. 1904 wurde er als Professor für Kunstgeschichte an die Architektur-Abteilung der neugegründeten Technischen Hochschule Danzig berufen. Für die drei akademischen Jahre von 1909 bis 1912 wurde er zum Rektor der Hochschule gewählt. Als Mitglied der Deutschnationalen Volkspartei (DNVP) wurde er 1920 in den Danziger Volkstag gewählt. 1921 war er dessen Präsident. 
Matthaei starb mit 64 Jahren im Amt. Sein Sohn Rupprecht Matthaei lehrte 1935 bis 1945 in Erlangen als o. Professor für Physiologie. Heinrich Matthaei, der Mitentdecker des genetischen Codes, ist sein Enkel.

## Schriften
- Beiträge zur Baugeschichte der Cistercienser Frankreichs und Deutschlands, mit besonderer Berücksichtigung der Abteikirche zu Arnsburg in der Wetterau. (Habilitationsschrift) Bergsträsser, Darmstadt 1893.
- Die Entwicklung der mittelalterlichen Kirchenbaukunst, erläutert durch Beispiele aus Kiel und Schleswig-Holstein. In: Die Heimat. Monatsschrift des Vereins zur Pflege der Natur- und Landeskunde in Schleswig-Holstein, Hamburg und Lübeck. Bd. 5 (1895), Heft 7 und 8, Juli und August 1895, S. 158–176 (Digitalisat).
- Didaktik und Methodik des Zeichen-Unterrichts und die künstlerische Erziehung in höheren Schulen. C. H. Beck, München 1895.
- Zur Kenntnis der mittelalterlichen Schnitzaltäre Schleswig-Holsteins. E. A. Seemann, Leipzig 1898.
- Charles Roß. Ein holsteinisches Künstlerleben. In: Die Heimat. Monatsschrift des Vereins zur Pflege der Natur- und Landeskunde in Schleswig-Holstein, Hamburg und Lübeck. Bd. 14 (1904), Heft 10, Oktober 1904, S. 221–236 (Digitalisat).
- Deutsche Baukunst seit dem Mittelalter bis zum Ausgang des 18. Jahrhunderts. 1910.
- Deutsche Baukunst im Mittelalter. 1912.
- Deutsche Baukunst im 19. Jahrhundert. 1914.
- Deutsche Baukunst im Mittelalter. I. Von den Anfängen bis zum Ausgang der romanischen Baukunst. 1918.
- Deutsche Baukunst. IV. Im 19. Jahrhundert und in der Gegenwart. 1920.
- Werke der Holzplastik in Schleswig-Holstein bis zum Jahre 1530. Ein Beitrag zur Entwicklungsgeschichte der deutschen Plastik. (in 10 Lieferungen) 1928 ff.